# Shorea atrinervosa
Shorea atrinervosa är en tvåhjärtbladig växtart som beskrevs av Symington. Shorea atrinervosa ingår i släktet Shorea och familjen Dipterocarpaceae. Inga underarter finns listade i Catalogue of Life.